# Středočeská 1. liga 1928/1929
Středočeská 1. liga 1928/29 byla 5. oficiálním ročníkem československé fotbalové ligy. Soutěž vyhrál tým SK Slavia Praha, a zajistil si tak 3. mistrovský titul. Do této sezony postoupila SK Libeň, která však po konci sezony sestoupila do druhé ligy. Nejlepším střelcem byl Antonín Puč ze Slavie Praha. Vstřelil 14 branek.

## Konečná tabulka Středočeské 1. ligy 1928/29
| Poř. | Tým                | Z  | V  | R | P  | VG | OG | TP  | B  |
| ---- | ------------------ | -- | -- | - | -- | -- | -- | --- | -- |
|      | SK Slavia Praha    | 12 | 10 | 1 | 1  | 47 | 15 | +32 | 21 |
| 2.   | SK Viktoria Žižkov | 12 | 8  | 2 | 2  | 37 | 17 | +20 | 18 |
| 3.   | AC Sparta Praha    | 12 | 5  | 3 | 4  | 32 | 21 | +11 | 13 |
| 4.   | AFK Bohemians      | 12 | 6  | 0 | 6  | 33 | 31 | +2  | 12 |
| 5.   | SK Kladno          | 12 | 4  | 2 | 6  | 20 | 30 | -10 | 10 |
| 6.   | SK Čechie Karlín   | 12 | 2  | 3 | 7  | 11 | 29 | -18 | 7  |
| 7.   | SK Libeň           | 12 | 1  | 1 | 10 | 13 | 50 | -37 | 3  |

## Rekapitulace soutěže
| Československá fotbalová liga 1928/29   |                            |
|                                         |                            |
| Ocenění                                 |                            |
| Vítěz                                   | SK Slavia Praha (3. titul) |
| Kvalifikace do evropských pohárů        |                            |
| Mitropa Cup                             | SK Slavia Praha            |
| Mitropa Cup                             | AC Sparta Praha            |
| Vítěz domácího poháru                   |                            |
| Středočeský pohár                       | SK Viktoria Žižkov         |
| Pohyb v soutěži                         |                            |
| Sestupující do II. ligy                 | SK Libeň                   |
| Postupující do I. ligy                  | ČAFC Vinohrady             |
|                                         | Teplitzer FK               |
| Nejlepší střelec                        |                            |
| Antonín Puč (SK Slavia Praha) – 14 gólů |                            |

## Nejlepší střelci
| Poř. | Hráč            | Klub               | Branky | Zápasy |
| ---- | --------------- | ------------------ | ------ | ------ |
| 1.   | Antonín Puč     | SK Slavia Praha    | 14     | 7      |
| 2.   | Bohumil Joska   | SK Slavia Praha    | 11     | 7      |
| 3.   | Karel Podrazil  | SK Viktoria Žižkov | 11     | 12     |
| 4.   | Karel Bejbl     | AFK Bohemians      | 10     | 12     |
| 5.   | Jindřich Šoltys | SK Slavia Praha    | 9      | 10     |
| 6.   | Otto Novák      | SK Viktoria Žižkov | 8      | 9      |
| 7.   | Antonín Šedivý  | AFK Bohemians      | 8      | 12     |
| 8.   | Adolf Patek     | AC Sparta Praha    | 7      | 9      |
| 9.   | Josef Silný     | AC Sparta Praha    | 7      | 12     |

## Soupisky mužstev

### SK Slavia Praha
František Plánička (7/0/2),
Josef Sloup-Štaplík (5/0/2) –
Koloman Bobor (1/0),
František Černický (10/0),
Karel Čipera (12/1),
Adolf Fiala (1/0),
Bohumil Joska (6/11),
František Junek (12/5),
Josef Kratochvíl (11/2),
Antonín Novák (7/0),
Josef Pleticha (12/1),
Antonín Puč (8/14),
Jan Reichardt (5/0),
Emil Seifert (1/0),
František Svoboda (11/4),
Jindřich Šoltys (10/9),
Ladislav Šubrt (3/0),
Antonín Vodička (10/0) –
trenér John William Madden

### SK Viktoria Žižkov
Václav Benda I (11/0/2),
Adolf Klindera (1/0/0) –
Jan Baier (9/0),
Karel Hromádka (11/7),
Josef Janík (1/0),
Antonín Klicpera (11/2),
Vilém König (1/0),
Václav Křížek (9/0),
Jan Štěpán (Matěj) (11/0),
Karel Meduna (12/4),
Otto Novák (9/8),
Karel Podrazil (12/11),
Miroslav Soukup (3/0),
Jaroslav Srba (6/4),
František Stehlík (11/0),
Karel Steiner (9/0),
Vojtěch Sýbal-Mikše (5/0) –
trenér Antonín Breburda

### AC Sparta Praha
Vladimír Bělík (1/0/1),
František Hochmann I (11/0/3) –
Václav Brabec-Baron (1/0),
Jaroslav Burgr (9/0),
Antonín Carvan (12/0),
Jaroslav Červený (1/0),
Rudolf Dolejší (2/0),
Ferdinand Hajný (10/2),
Antonín Hojer I (5/1),
Antonín Jiran (4/5),
Jan Knobloch-Madelon (4/0),
František Kolenatý (2/1),
Jaroslav Kozel (3/0),
František Kuchta (1/0),
Jaroslav Ladman (3/2),
Jiří Malkovský (2/2),
Josef Maloun (4/0),
Leopold Menšík (3/1),
Josef Miclík (7/2),
Antonín Moudrý (2/0),
Adolf Patek (9/7),
Jan Paulin (4/1),
Antonín Perner (9/1),
Karel Pešek-Káďa (6/0),
František Plodr (1/0),
Josef Silný (12/7),
Jan Smolka (3/0),
Evžen Veselý (1/0) –
trenér Johny Dick

### Bohemians AFK Vršovice
Antonín Kulda (3/0/1),
Antonín Šimek (1/0/0),
Julius Tloušť (8/0/1) –
Karel Bejbl (12/8),
Václav Brabec (9/4),
František Hochmann II (7/0),
Jan Knížek (11/5),
Jan Knobloch-Madelon (5/1),
František Krejčí (12/0),
Jaroslav Kučera (11/0),
Václav Pinc (11/0),
Václav Rubeš (2/0),
Jan Smolka (3/3),
Antonín Šedivý (12/8),
Antonín Šindelář (1/0),
František Tyrpekl (12/0),
Jan Wimmer (12/4) –
trenér …

### SK Kladno
Karel Tichý (12/0/1) –
Ladislav Bošek (1/0)
Václav Brož (8/0),
Josef Čapek (10/6),
Oldřich Čermák (4/0),
Josef Čtyřoký (9/0),
František Hendrych (4/1),
Jiří Herink (5/0),
Jaroslav Horák (10/0),
Ladislav Hrabě (1/0),
Jaroslav Innemann (1/0),
Čeněk Ježek (1/0),
Josef Junek (9/2),
František Kloz (10/6),
Jaroslav Kozel (4/0),
Karel Kraus (10/0),
Jaroslav Ladman (8/2),
Hugo Laitner (7/0),
Jaroslav Lepič (2/0),
Leopold Menšík (3/1),
Josef Šulc (1/0),
Ferdinand Üblacker (10/0),
Václav Vraga (2/0) –
trenér Jindřich Plecitý

### SK Čechie Karlín
Stanislav Andrejkow (2/0/1),
Antonín Pelcner (2/0/0),
Augustin Zeman (8/0/1) –
Vlastimil Borecký (1/0),
Václav Čepelák (12/1),
Josef Janovský (1/0),
Antonín Krátký (5/0),
Antonín Mašat (10/3),
Bohuslav Nussbauer (12/2),
František Pelcner  (8/3),
Jiří Potoček (1/0),
Karel Severin (5/0),
Jaroslav Síkora (11/0),
Antonín Strnad (3/0),
Václav Šmejkal (12/0),
Jan Štverák (12/0),
Antonín Tomeš (4/1),
Jan Trnka (1/0),
František Vodička (8/0),
Josef Vodička (3/0),
Jan Vopařil (11/1) –
trenér …

### SK Libeň
František Homola I (6/0/0),
Antonín Pelcner (1/0/0),
Josef Šíp (3/0/0),
Karel Štěpánek (2/0/0) –
František Beneš (3/0),
Josef Dráb (5/0),
Jaroslav Havrda (5/0),
Jaroslav Heřman (11/4),
František Hojer (3/1),
Karel Jehlička (10/1),
Karel Kovařík (5/0),
Antonín Kubín (11/2),
Jan Kuželík (10/0),
Ladislav Mráz (7/0),
Karel Myslivec (2/0),
Emil Paulin (7/3),
František Pelcner (3/0),
Václav Staněk (9/1),
František Špička (1/0),
Jan Šváb (5/0),
Josef Turek-Žonek (8/0),
Jan Vocel (1/0),
Václav Voříšek (11/0),
Jaroslav Záběhlický (3/0) -
trenér …